# L'Enfer à domicile

L'Enfer à domicile (Video Voyeur: The Susan Wilson Story) est un téléfilm dramatique américain réalisé par Tim Hunter et diffusé le 21 janvier 2002 sur Lifetime.
En France, le téléfilm a été diffusé sur M6 le 12 octobre 2007 et le 15 novembre 2013, ainsi que le 24 août 2014 sur D8 et le 11 avril 2016 sur W9. Le film est inspiré d'une histoire vraie.

## Synopsis
Susan et Gary Wilson emménagent dans une petite ville de Louisiane avec leurs deux enfants : Emily et Orin. Ils sont très bien accueillis par leur voisin, Steve Glover, qui leur présente sa femme Nancy et leurs deux enfants : Kris et Karey. Steve, diacre et animateur de nombreuses associations, se montre excessivement aimable envers les Wilson, leur trouve une maison et les intègre vite dans la communauté. Susan et Gary s'en félicitent, ils sont certains d'avoir trouvé l'endroit idéal pour leurs enfants. Ils se couchent et font l'amour tendrement, mais... sans se douter qu'une caméra filme leur intimité. Dans les semaines qui suivent, Susan tente de rassurer Emily, adolescente, qui regrette de n'avoir toujours pas d'amis. Mais leur conversation est vite interrompue par l'arrivée inopinée de Steve qui fait fuir Emily.
Les jours passent et Susan supporte de moins en moins Steve, dont l'omniprésence est devenue oppressante et malsaine. Elle commence à se poser des questions lorsque celui-ci lui affirme qu'elle "n'est pas moche", ce dont elle s'était plainte devant son miroir le matin même. Elle et une de ses amies décident alors de fouiller la maison des Glover. Elles y trouvent des cassettes contenant des scènes de leur vie privée : douche, relations intimes… Susan et son mari cherchent et découvrent alors des mini-caméras au plafond de la douche, des toilettes et de leur chambre.
Gary pousse Susan à aller voir la police, ce qu'elle refuse par peur du scandale. Elle commence à déprimer et ne dort en sécurité que dans le placard de sa chambre. Le couple prend néanmoins contact avec la police. Il obtient alors l'appui de policiers, de certains amis et de la famille mais Steve recueille le soutien d'une partie de sa communauté religieuse.
Les Wilson pâtissent d'un vide juridique : l'espionnage par vidéo n'étant pas prévu dans les lois contre le voyeurisme, ils n'ont aucun recours légal contre Glover. Dans un premier temps réticente à cette idée, Susan décide de se lancer dans l'arène médiatique, résolue à faire voter une loi pour que ce qui est arrivé à sa famille n'arrive pas à d'autres.

## Fiche technique
- Titre québécois : Le Voyeur
- Réalisateur : Tim Hunter
- Scénario : Kathleen Rowell
- Société de production : Blue André Productions
- Durée : 87 minutes
- Genre : Drame
- Autorisation : Interdit aux moins de 10 ans

## Distribution
- Angie Harmon (VF : Juliette Degenne) : Susan Wilson
- Jamey Sheridan (VF : Joël Martineau) : Steve Glover
- Dale Midkiff (VF : Thierry Ragueneau) : Gary Wilson
- Tegan Moss (VF : Delphine Liez-Allemane) : Emily Wilson
- Teryl Rothery (VF : Monique Nevers) : Nancy Glover
- Linda Darlow : Joanne Briggs
- Gabrielle Miller : Tisha Salomon
- Katya Gardner : Mary Bennett
- Garry Chalk (VF : Jean-Luc Kayser) : le procureur de district
- Alexander Pollock : Orin Wilson
- Brent Sheppard (VF : Patrick Floersheim) : Jack Bennett
- Chelan Simmons : Amber Henson, une amie de Susan
- Trevor Pawson : Kris Glover
- Dylan Pearson : Karey Glover

- Version française
  - Studio de doublage :
  - Direction artistique :
  - Adaptation des dialogues : Nathalie San Miguel

 Selon le carton du doublage français télévisuel.